# Kiss and Run
Pour plus de détails, voir Fiche technique et Distribution.
Kiss and Run est un film allemand réalisé par Annette Ernst sorti en 2002.

## Synopsis
Emma n'a pas de chance en tant qu'actrice : elle est rejetée à chaque audition. Afin de sécuriser son revenu de base, elle travaille dans une vidéothèque. En tant que client régulier presque tous les jours, elle peut saluer Max, qui y reste encore et encore. Il gagne sa vie en tant que cobaye de médicaments et admet à Emma et à d'autres clients qu'il préfère le porno à tout autre genre ; il a ainsi déjà énervé quelques clients du magasin.
Max et Emma se connaissent depuis l'enfance, mais ne sont pas en couple. Alors qu'Emma n'a pas vu ou entendu parler de son amant Dominik depuis plusieurs heures, Max évite soigneusement toute émotion envers Emma. Plutôt nonchalamment, le meilleur ami de Max, Christo, est sur le point d'épouser sa fiancée Malia, mais les deux ont des problèmes : le sexe ne veut tout simplement plus se produire dans leur relation. La même chose semble arriver aux deux adolescents Banu et Leo : cela ne fonctionne tout simplement pas avec le sexe, ou si c'est le cas, au plus avec eux-mêmes.
Juste avant le 25e anniversaire d'Emma, elle apprend par des affiches que la vidéothèque pour laquelle elle travaille a été vendue. Un studio de bronzage doit être construit à la place. Lorsqu'elle se retrouve coincée dans un ascenseur avec Max, elle se sent soudainement vieille et décide de changer de vie. Elle se rend également compte qu'elle aime beaucoup Max, au-delà de la normale. Elle développe des sentiments pour lui, qu'elle ne peut plus nier. Elle en est si clairement consciente que lorsque Dominik appelle, elle lui raccroche au nez.
À la fin du film, Max et Emma entrent dans une histoire d'amour.

## Fiche technique
- Titre : Kiss and Run
- Réalisation : Annette Ernst assistée d'Olaf Kell
- Scénario : Maggie Peren
- Musique : Andreas Lucas (de), Thomas Mehlhorn
- Direction artistique : Anne Metzen, Jochen Sauer
- Costumes : Katharina Schnelting
- Photographie : Sebastian Edschmid
- Son : Eick Hoemann
- Montage : Andrea Mertens (de)
- Production : Robert Malzahn, Sebastian Popp
- Société de production : Stoked Film
- Société de distribution : ZuG Filmverleih
- Pays d'origine :  Allemagne
- Langue : allemand
- Format : Couleur - 1,85:1 - 35 mm - Dolby Digital
- Genre : Comédie dramatique
- Durée : 88 minutes
- Dates de sortie :
  -  Allemagne : 14 octobre 2004.

## Distribution
- Maggie Peren : Emma
- Ken Duken : Max
- Hinnerk Schönemann : Christo
- Tatjana Blacher (de) : La mère d'Emma
- Oliver Wnuk (de) : Dominik
- Michael Munteanu : Banu
- Martin Kiefer (de) : Leo
- Karoline Schuch : Jeanette
- Michael Quast (de) : Le patron de la vidéothèque
- Sonya Kraus (de) : La patronne du salon de bronzage

## Production
Le tournage commencé le 5 mars 2002 et se termine le 15 avril de la même année. Le film est tourné à Dietzenbach et Francfort-sur-le-Main.

## Premières
Kiss and Run est présenté pour la première fois le 25 octobre 2002 au 
Festival international du film de Hof. Le film est projeté au Festival de Cannes le 16 mai 2003. La première diffusion à la télévision allemande a lieu le 2 juillet 2004 sur ZDF. Le film est diffusé dans les cinémas allemands le 14 octobre 2004. Il paraît en DVD le 26 septembre 2005.

## Récompenses
- Prix Adolf-Grimme 2005 :
  - Maggie Peren (scénariste et actrice principale)[2]
  - Ken Duken (acteur principal)[2]
  - Annette Ernst (réalisatrice)[2]

## Source de la traduction
- (de) Cet article est partiellement ou en totalité issu de l’article de Wikipédia en allemand intitulé « Kiss and Run » (voir la liste des auteurs).